# Kieran Dowell
Kieran O'Neill Dowell (ur. 10 października 1997 w Ormskirk) – angielski piłkarz występujący na pozycji pomocnika w Derby County.